# Koordinátageometria

Descartes-féle derékszögű koordinátarendszer

Ellipszoid

A koordinátageometria, más néven analitikus geometria a geometriai fogalmaknak algebrai fogalmakat feleltet meg, azaz mind a síkbeli, mind a térbeli geometriai alakzatokhoz mennyiséget rendel. A síkbeli geometriában például egy pontnak az x-y koordináta-rendszerben egy számpár felel meg, mondjuk P(x,y). Az egyenesnek egy elsőfokú (lineáris) egyenlet; a körnek, ellipszisnek, parabolának, hiperbolának kétismeretlenes másodfokú egyenlet felel meg.
A koordinátageometria a matematikának azon ága, mely algebrai úton, koordináta-rendszerben vizsgálja az egyes sík- vagy térelemek egymással vett (kölcsönös) helyzetét.
A tudományág szorosan fűződik René Descartes (Descartes-féle derékszögű sík koordináta-rendszer) és Leonhard Euler matematikusok nevéhez, akik sokat tettek az analitikus geometria fejlődéséért.

## Vektoralgebrai alapok
Vektornak egy irányított szakaszt nevezünk, amiben a vektor hossza és iránya is egyértelműen definiált. Az irányított szakaszok kezdőponttal és végponttal rendelkeznek. Azon vektorokat, melyeknek hossza 0, zérusvektornak vagy nullvektoroknak nevezzük.

### Vektorok hosszainak (abszolút értékeinek) kiszámítása
Legyen egy vektor, melynek kezdőpontja A, végpontja B pont. Legyenek A koordinátái (x1, y1), B koordinátái pedig (x2, y2). Ahhoz, hogy az AB vektor hosszát meghatározhassuk, ki kell számolnunk iránykoordinátáit:
{\displaystyle AB=(x_{2}-x_{1},y_{2}-y_{1})}
A irányvektor meghatározása után a Pitagorasz-tétel segítségével számíthatjuk ki a vektor hosszát, azaz vesszük az abszcissza (x) négyzetét, majd az ordináta (y) négyzetét, képezzük a kettő összegét, majd négyzetgyököt vonunk:
{\displaystyle |AB|={\sqrt {(x_{2}-x_{1})^{2}+(y_{2}-y_{1})^{2}}}}
Láthattuk a fentiek alapján, hogy egy vektor iránykoordinátáját úgy határozhatjuk meg, ha a vektor végpontjából kivonjuk a kezdőpontot. Ahhoz, hogy ezen vektor hosszát meghatározzuk, számunkra mindegy, hogyan írjuk fel az irányvektor koordinátáit (melyik irányba), hiszen négyzetre emelést követően pozitív értéket kapunk ott is ahol egyébként negatív volt, de a precizitás érdekében feltétlenül úgy írjuk fel az iránykoordinátákat, hogy az eleget tegyen az irányvektor  jelölésének!

### Vektorok skaláris szorzása
Bármely két vektor (a és b) skaláris szorzatának értékét megkapjuk, ha megszorozzuk ezen két vektor abszolút értékeinek szorzatát az általuk közbezárt szög ({\displaystyle \beta }) koszinuszával:
{\displaystyle \mathbf {a\cdot b} =|\mathbf {a} ||\mathbf {b} |\cos \beta }
melyből:
{\displaystyle \mathbf {a\cdot b=a_{1}\cdot b_{1}+a_{2}\cdot b_{2}} } (kétdimenziós esetben)

### Vektorok vektoriális szorzása
Vektorok vektoriális szorzását többféle módon elvégezhetjük:
Két vektor vektoriális szorzásával geometriai értelemben e két vektorra egyidejűleg merőleges vektort állítunk elő. A vektoriális szorzás 3×3-as mátrix determinánsával számolandó, melynek első sorának 3 eleme rendre (i, j, k) ortonormált bázisvektorok, második sora az egyik vektor komponensei, harmadik sora pedig a másik vektor megfelelő komponensei. Az így kapott determináns Sarrus-szabállyal is kiszámítható de elvégezhető a determináns kifejtése aldeterminánsokra akkor is, ha az első sora szerint végezzük a kifejtést (ügyelve az előjelszabályra). Végeredményünk vektoriális mennyiség (a skaláris szorzással szemben), erről is kapta nevét a művelet.
Fontos tudnivalók:
- A vektoriális szorzás csak háromdimenziós lineáris térben értelmezett.
- a és b vektorok vektoriális szorzatának jele: a × b (ejtsd: á kereszt bé)
- Nem kommutatív művelet (a műveletben részt vevő tagok egymással nem felcserélhetők) mivel a × b ≠ b × a, hanem a × b = -(b × a) (éppen a determinánsok tulajdonsága miatt)!
- Alkalmazási területek: a műszaki élet számos területén (pl. műszaki mechanikában nyomatékvektor vagy eredő vektor-kettős előállításánál)

### Vektorok vegyes szorzása
Vegyes szorzatot három vektor esetében értelmezünk háromdimenziós lineáris vektortér esetében. Ez skalármennyiség, amely megfeleltethető a három vektor által meghatározott paralelepipedon térfogatának. Kiszámítása: (axb)c = (cxa)b = (bxc)a. A vektorok koordinátáiból az alábbi determináns kiszámításával határozható meg a vegyes szorzat értéke:
{\displaystyle {\begin{vmatrix}a_{1}&a_{2}&a_{3}\\b_{1}&b_{2}&b_{3}\\c_{1}&c_{2}&c_{3}\end{vmatrix}}}

## Az egyenes és egyenletei
Egy tetszőleges e egyenes egyenletét is többféle módon meghatározhatjuk:
1. bármely egyenes egyenlete meghatározható két pontjának koordinátáiból;
2. bármely, origón át nem haladó egyenes egyenlete meghatározható tengelymetszeteiből;
3. bármely egyenes egyenlete felírható, ha ismerjük egy pontját és egyik tengelyhez viszonyított szögét (melyből felírható az egyenes iránytangense);
4. továbbá felírhatjuk az e egyenes egyenletét, ha ismerjük a vele párhuzamos egyenes egyenletét, és ismeretében vagyunk a két egyenes között fennálló előjeles távolságnak (= a párhuzamos egyenes melyik oldalára esik - ellenkező esetben két egyenesről beszélhetünk: e és e');
5. felírható az e egyenes egyenlete, ha ismert egy rá merőleges egyenes egyenlete (normálvektor alkalmazása) és ismert a metszéspontjuk (metszéspont híján végtelen számú merőleges e egyenes írható fel);
6. felírható az e egyenes egyenlete, ha adott egy rá illeszkedő pont és az egyenes irányvektora;
7. felírható az e egyenes egyenlete, ha adott egy rá illeszkedő pont és az egyenes normálvektora;
8. felírható az egyenes egyenlete, ha ismerjük egy metsző egyenes egyenletét és az egyenesek által bezárt szöget,illetve a metszéspontot.
9. felírható egy e egyenes egyenlete, ha ismert két pont, melyektől egyenlő távolságra van az e egyenes minden pontja.

## Az egyenes egyenletének felírásának módjai

### Kétdimenziós esetekben

#### Az egyenes irányvektoros egyenletének általános képlete
Legyen adott egy irányvektor: v(v1; v2); valamint egy pont P(x0; y0).
E két adat tökéletesen elegendő feltétele annak, hogy meghatározhassuk az egyenes egyenletét az iránytényezős felírással:
v2x - v1y = v2x0 - v1y0.
Az irányvektort leképezhetjük normálvektoros alakra.
Ha V(x; y), akkor ebből n(-y; x) normálvektort úgy kapjuk az irányvektoros alakból, hogy felcseréljük a két koordinátát, majd az egyiknek vesszük az ellentett értékét. (A normálvektor által definiált egyenes egyenletét az egyenes normál-egyenletével írjuk fel!)

#### A normálvektorból felírható egyenes egyenlete
Ax + By = Ax0 + By0

#### Az origón át nem haladó egyenes egyenletének tengelymetszetes alakja (Hesse-alak)
x/a + y/b = 1.
ahol az egyenes által kimetszett tengelyrészek: a (abszcissza); b (ordináta)

#### Az egyenes meredekségével kifejezett egyenlet
y - y0 = m(x - x0)
ahol m = tgß (tehát m = iránytangens)
és tgß = b/a (b= ordináta; a= abszcissza értékek)
melyből levezethető az egyenes irányszöge: ß.
Ez alól kivétel az x=x0 képletű függőleges egyenes (melynek irányszöge 90°).

### Háromdimenziós lineáris terek esetében

#### Az egyenes kanonikus egyenletrendszere
Legyenek adottak a tér A=(x1, y1, z1) és B=(x2, y2, z2) koordinátái, melyekről tudjuk, hogy a keresett e egyenes tetszőleges két pontjai. Ekkor az egyenes kanonikus egyenletrendszere a következő:
e: (x-x1)/(x2-x1) = (y-y1)/(y2-y1) = (z-z1)/(z2-z1)
(ahol a törtek nevezőjében található különbségek az AB irányvektor megfelelő komponensei).
Ez a képlet csak abban az esetben alkalmazható, ha x1≠x2, y1≠y2, z1≠z2. Az általános eset képlete:
(x-x1)(y2-y1) = (y-y1)(x2-x1)
(y-y1)(z2-z1) = (z-z1)(y2-y1)
(z-z1)(x2-x1) = (x-x1)(z2-z1)

#### Az egyenes paraméteres egyenletrendszere
Legyenek adottak a tér A=(x1, y1, z1) és B=(x2, y2, z2) koordinátái, melyekről tudjuk, hogy a keresett e egyenes tetszőleges két pontjai. Ekkor az egyenes kanonikus egyenletrendszere az alábbi alakot veszi fel:
x = (x2-x1)t + x1

y = (y2-y1)t + y1

z = (z2-z1)t + z1
(ahol t ∈ ℜ és az egyenletrendszerben szereplő t együtthatói pedig az AB irányvektor megfelelő komponensei).
- Megjegyzés

Bármely térbeli egyenes egyenletét meghatározhatjuk a harmadrendű determináns felhasználásával, ahol a determinánst zérussal tesszük ekvivalenssé.
A harmadrendű determinánst előbb felbontjuk másodrendű determinánsokra, majd a lineáris algebrában a másodrendű determinánsoknál már ismert eljárással kiértékeljük az ismeretlenek együtthatóit.
{\displaystyle \mathbf {p} -\mathbf {p_{1}} \parallel \mathbf {p_{2}} -\mathbf {p_{1}} \leftrightarrow }
{\displaystyle (\mathbf {p} -\mathbf {p_{1}} )\times (\mathbf {p_{2}} -\mathbf {p_{1}} )=\mathbf {0} \leftrightarrow }
{\displaystyle {\begin{vmatrix}\mathbf {i} &\mathbf {j} &\mathbf {k} \\x-x_{1}&y-y_{1}&z-z_{1}\\x_{2}-x_{1}&y_{2}-y_{1}&z_{2}-z_{1}\end{vmatrix}}=({\begin{vmatrix}y-y_{1}&z-z_{1}\\y_{2}-y_{1}&z_{2}-z_{1}\end{vmatrix}},-{\begin{vmatrix}x-x_{1}&z-z_{1}\\x_{2}-x_{1}&z_{2}-z_{1}\end{vmatrix}},{\begin{vmatrix}x-x_{1}&y-y_{1}\\x_{2}-x_{1}&y_{2}-y_{1}\end{vmatrix}})=\mathbf {0} }

## Két egyenes vagy egyenes és pont kölcsönös helyzete sík koordináta rendszerben

### Két vagy több egyenes párhuzamossági és merőlegességi feltétele
Ahhoz, hogy meg tudjuk mondani két vagy több egyenesről egyenletük alapján, hogy azok egymáshoz viszonyított helyzete milyen, ismernünk kell az egyenesek meredekségét. Az egyenes meredekségét az alábbi formában kapjuk meg bármely egyenes egyenletéből:
Ax + By = C
y = -Ax/B + C/B
amelyből az egyenes (m) meredekségének értéke: m = -A/B.
Tehát láthatjuk, hogy az egyenes meredekségéhez úgy is hozzájuthatunk, ha az egyenesek egyenletét felírjuk lineáris függvényként, s így x együtthatója adja a meredekség értékét.
Ha két egyenes meredeksége a fentiek alapján m1 és m2, és számításaink során azt kapjuk, hogy:
m1 = m2, akkor a két egyenes párhuzamos helyzetű;
m1 = (-m2)−1, akkor a két egyenes merőleges egymásra;
m1 ≠ m2, akkor a két egyenes metszi egymást, de nem merőlegesen!

### Két egyenes metszéspontjának meghatározása
Két egyenes metszéspontját úgy határozhatjuk meg egyértelműen, ha felírjuk ezen két egyenes 2ismeretlenes lineáris egyenletét egymás alá, majd egyenletrendszerbe foglaljuk: ekkor egy kétismeretlenes lineáris egyenletrendszert kapunk, melyből kifejezzük x és y értékét, melyek együtt adják a metszéspont (M) koordinátáját úgy, mint: M(x; y) pontként definiálható számpárokat.
A lineáris egyenletrendszerek megoldásának módját lásd az algebra fejezetben (elemi matematika törzs). A lineáris egyenletrendszereket megoldhatjuk felsőbb matematikai módszerekkel is, mint a sokat említett determináns alkalmazásával, ennek módszerét a felsőbb matematika törzsén belül, lineáris algebra fejezetben sajátíthatod el.

### Két egyenes hajlásszöge
Két egyenes hajlásszögét (ß) normálvektorjaik hajlásszögével számíthatja ki (ha 0 < ß < 90);
Két egyenes hajlásszögét (ß') normálvektorjaik hajlásszögének kiegészítő szögével számíthatjuk ki (ha 90 < ß' <180).
Két vektor hajlásszöge pedig kiszámítható pl. ha adott két vektor skaláris szorzata, ahol a skaláris szorzás képletéből kiértékelhető a szög cosinusából a két vektor által bezárt szög.

### Egy pontnak egy adott egyenestől mért legrövidebb távolsága
Adott egy egyenes egyenlete Ax + By + C = 0 formában, valamint egy P(x0; y0) pont.
Az egyenes és a pont távolsága (d) a fenti jelölések alapján:
{\displaystyle d={\frac {\left|Ax_{0}+By_{0}+C\right|}{\sqrt {A^{2}+B^{2}}}}}

## A kör és egyenletei

### A kör egyenlete
A kör általános egyenlete: Ax² + Ay² + Cx + Dy + E = 0 (ezt kapjuk a lenti egyenlet felbontását követően);
A kör egyenlete teljes négyzetté alakítás után: (x - u)² + (y - v)² = r² (ahol u és v változók a kör középpontjának az origóhoz viszonyított távolságát mutatják [u:=abszcissza; v:=ordináta], r pedig a kör sugarának hossza egységben);
Tehát ha a kör középpontja C, akkor C(u; v) koordinátákkal rendelkezik az egyenletből következtetve.
Az origó középpontú kör egyenlete: x² + y² = r² (tehát ha a kör középpontját tekintem C-nek, akkor C(0; 0), mert origó középpontú a kör).
Legyen adott egy C(x1; y1) -nem origó- középpontú kör, melynek egyik, a körvonalon levő pontja P(x2; y2).
A kör egyenletét nagyon egyszerűen felírhatjuk, ha a második, általános helyzetű kör egyenletének általános alakját vesszük:
(x - x1)2 + (y - y1)2 = |-CP→|2;
vagy: (x - x1)2 + (y - y1)2 = |-PC→|2;
ahol: |-CP→| = |-PC→| = | r |; mert a kör sugarát a kör középpontja és a körvonal egy tetszőleges pontja között fennálló távolság adja.
A kör egyenlete Pitagorasz tételére visszavezethetően kanonikus egyenletként is értelmezhető, mivel könnyen észrevehető belőle Pitagorasz tételének a2 + b2 = c2 (két befogó négyzeteinek összege és az átfogó négyzete között fennálló ekvivalencia) általános formulája.

### A kör egyenleteihez kapcsolódó alapfeladatok
Határozzuk meg annak a körnek az egyenletét, melynek adott két olyan A(a1; a2) és B(b1; b2) pontja, mely a kör átmérőjének két végpontja!
A rendelkezésre álló adatokból meghatározható a kör középpontja, melyet az AB szakasz FAB felezőpontja ad, ahol:
FAB[(a1+b1):2; (a2+b2):2]
FAB = O(középpont)
a kapott egyenlet a fenti definíciók alapján:
[x - (a1 + b1): 2]2 + [y - (a2 + b2): 2]2 = |-AO→|2
ahol |-AO→|= |-BO→|= | r |.

## A kör érintőjének egyenlete*
- Minden olyan esetben, ahol nem ismert az adott P pontból húzható kör egyenletének meghatározásánál a P pont helyzete a körhöz viszonyítva, ott végezzük el a szükséges számításokat ennek érdekében; erről a definíciós kifejtés végén olvashatsz.

### Ha P rajta van a kör körvonalán
Adott egy (k) kör egyenlete és egy, a kör körvonalán elhelyezkedő (P) pont, melyből egy (e) érintőt írunk a körhöz.
Ha ismeretében vagyunk a kör egyenletének vagy a kör középpontjának, akkor a középpont koordinátáinak felhasználásával adódik az alábbi képlet, hogy:
e: (x - x')(p1-x') + (y - y')(p2-y') = r2
ahol: C:=a kör középpontja;
P:= a körvonal egy pontja;
és C(x'; y');
valamint P(p1; p2).

### Ha P a körön kívül helyezkedik el
A fenti képletnek van egy aprócska szépséghibája: ha adott egy Q pont, mely az előző példával szemben nem a kör körvonalán helyezkedik el, akkor a képlet nem működik; hibás.
Legyen adott az előzőhöz hasonlóan minden, annyi különbséggel, hogy a P pont a körön kívül foglaljon helyet!
Ekkor nem konkrét képletet fogunk felhasználni, hanem az elemi geometriából megismert Thálesz-tételt alkalmazzuk a P pont és a kör középpontja között fennálló távolságra nézve.
Vegyük a PC távolság szakaszfelező pontját (ez lesz a Thálesz-kör középpontja), majd PC felének hosszát, s a kapott két adat segítségével írjuk fel ezen adatokkal értelmezett kör egyenletét.
Ha felírtuk a Thálesz-kör egyenletét, akkor az eredeti kör egyenletével együtt egyenletrendszerbe kapcsoljuk, majd a négyzetes tagok kiküszöbölésével kifejezzük az egyik ismeretlent, mellyel behelyettesítünk az egyik egyenletbe, s így egy olyan egyismeretlenes másodfokú egyenletet kell megoldanunk, ahol a feladat értelmezéséből eredőleg ezen egyenlet diszkrimináns értékének nagyobbnak kell lennie, mint zérus, tehát:
Diszkusszió: 0 < (b2 - 4ac).
Ha az eddigiek során helyesen jártunk el, akkor az említett másodfokú egyenlet megoldása során 2 valós gyököt kaptunk, majd kifejezzük a másik ismeretlen értékét is, s így a 4 érték megfelelő párosítás után 1-1 koordinátát fog meghatározni. E két koordináta bizonyítottan azoknak az egyeneseknek 1-1 pontja, melyeket érintőként definiálunk, másik pontja pedig mindkettő érintőnek az egyenesen kívül eső P pont. Így az egyenes egyenleténél megismert eljárás alapján meg tudjuk határozni mind2 érintőt, mint egyenesek egyenleteit.
A k kör; a Thálesz-kör és a P pontból húzható érintők egyenlete (ha P eleget tesz a diszkussziónak).

### Ha P a körvonalon belül található
Az egy pontból húzható kör érintőjének egyenlete akkor nincs definiálva, ha a pont a körön belül helyezkedik el. Ekkor nem létezik olyan e érintő, melynek egy pontja a kör körvonala és merőleges lenne ezen kör sugarára.
- Ezért szükséges az egyenes egyenletének felírása előtt megvizsgálni, hogy az adott koordinátákkal rendelkező pont a:

1) kör körvonalán; (1 érintő)
2) a körön kívül; (2 érintő)
3) vagy a körön belül helyezkedik el. (nincs érintő)
Annak függvényében teljesül a fent látható három eset egyike, hogy egyenlőtlenség vagy ekvivalencia áll fenn a képletbe történő behelyettesítés után illetve hogy ha egyenlőtlenség áll fenn, akkor milyen az egyenlőtlenség iránya a konstansok között.
Döntsük el, hogy milyen P pontnak k körhöz viszonyított relatív helyzete!
Tegyük fel, hogy adott egy kör egyenlete k: (x - x')2+(y - y')2 = r2 formában, valamint adott egy P(x1; y1) pont.
Helyettesítsünk be P koordinátájával k egyenletébe:
(x1 - x')2 + (y1 - y')2 = r2.
Ha az ekvivalencia nem áll fenn, akkor meg kell állapítanunk, hogy a jobb vagy a bal oldali érték nagyobb -e.
A fent említett első eset teljesül, ha az egyenlőség fennáll:
(x1 - x')2 + (y1 - y')2 = r2;
A második eset teljesül, ha a bal oldali érték nagyobb:
(x1 - x')2 + (y1 - y')2 > r2;
A harmadik eset áll fenn, ha a jobb oldali érték nagyobb:
(x1 - x')2 + (y1 - y')2 < r2.

## A sík egyenletei háromdimenziós lineáris terek esetében

### A sík normálvektoros egyenlete
Definiáljuk a síkot, mint a térnek 3 nem egybeeső ponthalmaza által meghatározott háromszöget! Legyenek az említett háromszög csúcsai A, B és C!
Az S sík normálvektoros egyenletének általános alakja: S: n0(r-r0)=0
Ekkor az alábbiak szerint járunk el:
1. Kijelöljük a háromszög egy pontját (legyen A), majd kiszámítjuk a kijelölt pontból a másik két pont felé mutató irányvektorok komponenseit (rAB, rAC);
2. Kiszámítjuk e két vektornak egymással vett vektoriális szorzatával kapott egységvektort (n0 = (rAB × rAC) / |rAB × rAC|);
3. Felírjuk az S sík normálvektoros egyenletét:

S: n0x(x - x1) + n0y(y - y1) + n0z(z - z1) = 0.
(ahol (n0x, n0y, n0z) = n0 (a síkra merőleges egységvektor komponensei) és (x1, y1, z1) = A (a háromszög A csúcsának komponensei))
A fenti egyenletben szereplő zárójeleket felbontva majd rendezve jutunk ugyanezen S sík általános alakjához:
S: Ax + By + Cz + D = 0
(ahol A, B, C, D ∈ ℜ)
Kapcsolódó példafeladatok:
- Határozza meg a P pontnak az S síktól mért legrövidebb távolságát!
- Adja meg, mekkora az S1 és S2 síkok közötti távolság!
- Adja meg az S sík és az e egyenes döféspontjának koordinátáit!